# Gyula Kristó
Gyula Kristó (11. července 1939 Orosháza – 24. ledna 2004 Segedín) byl maďarský historik.

## Život
Gyula Kristó se narodil 11. července 1939 ve městě Orosháza. Mezi lety 1957 a 1962 studoval na Szegedské univerzitě.

## Ocenění
- 1300 let Bulharska (1981)

- Cena Alberta Szentgyörgyi (1994)

## Dílo
- A vármegyerendszer kialakulása Magyarországon (1988)
- A magyar állam megszületése